# アフ・トンガリキ

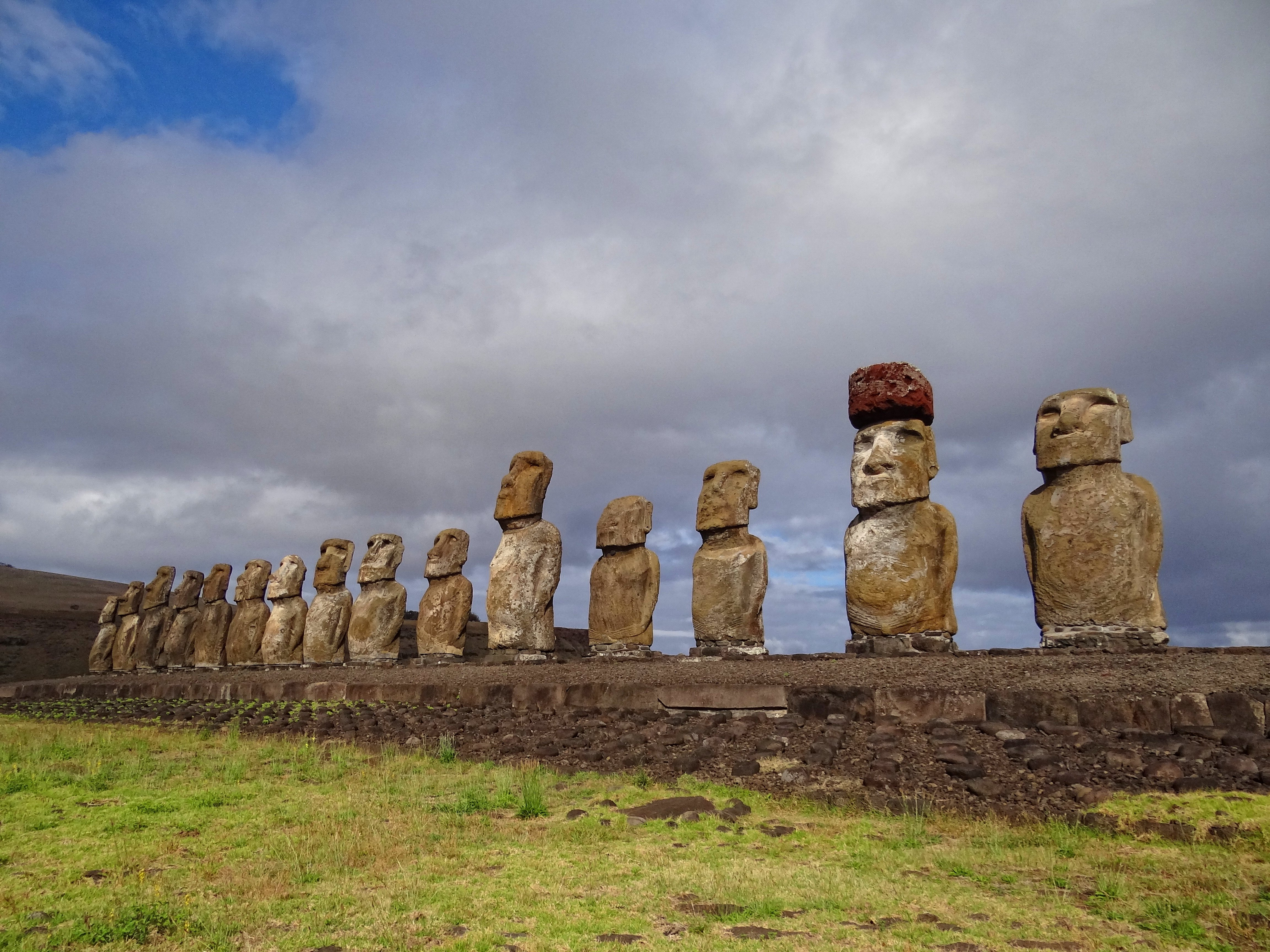
アフ・トンガリキ。右から2体目のモアイは、頭上にプカオを載せている。

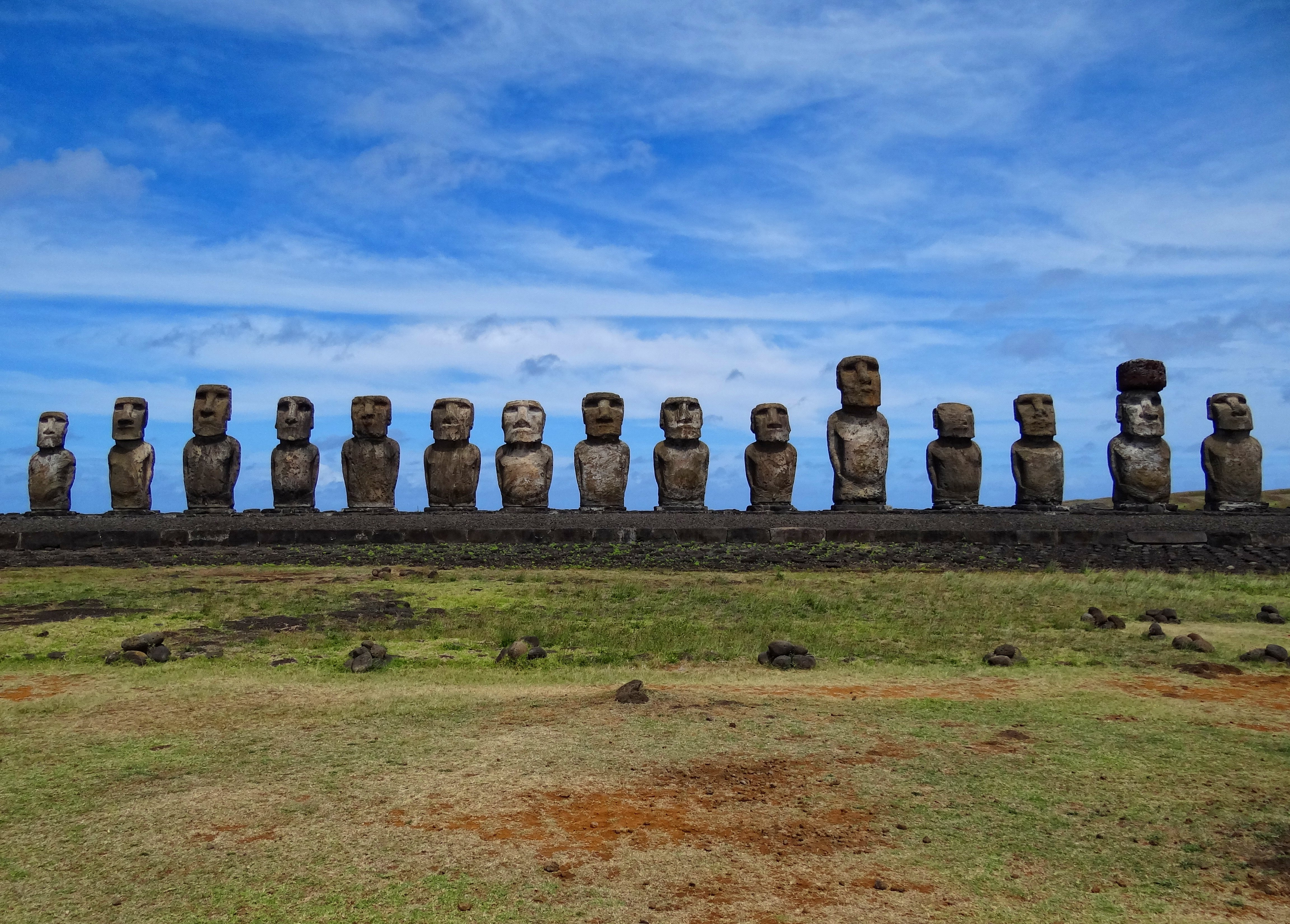
15体のモアイ全てが並んだアフ・トンガリキ。

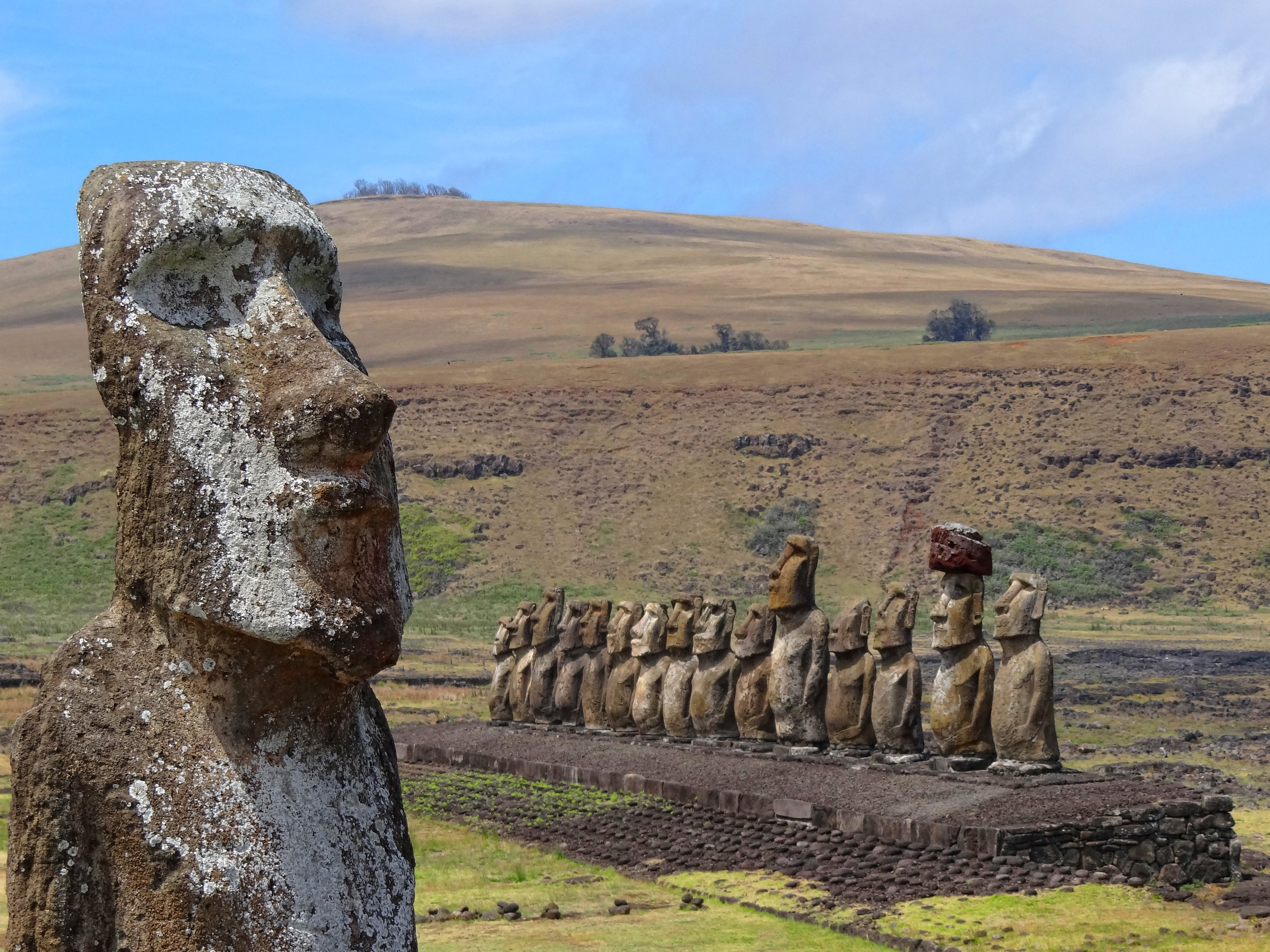
背景にポイケ火山、手前に近傍の「さまようモアイ (Traveling Moai)」を収めたアフ・トンガリキ。

アフ・トンガリキ（Ahu Tongariki、スペイン語発音: [ˈa.u toŋɡaˈɾiki]）は、イースター島（ラパ・ヌイ）最大のアフ（モアイを載せる石の祭壇）。このアフのモアイは、イースター島の部族抗争の間に倒された、さらに20世紀には津波によって内陸側に流された。その後、修復が進められ、現在までに重量86トンと島内最大のものを含む、15体のモアイ像が立てられている。アフ・トンガリキは、ラノ・ララクやポイケから1kmほどの、ラパ・ヌイ国立公園のホツ・イチ地区内に位置している。冬至の日には、ここにある全てのモアイが、日の入りに正対する。

## 歴史
アフ・トンガリキは、ラパ・ヌイ人の東部の連合体であるホツ・イチ部族にとっての主要な中心地、首都であった。このアフのモアイは、イースター島の部族抗争の間に倒された、1960年にはチリ沿岸で発生した地震による津波によってアフが内陸側に流された。
その後、1990年代に、考古学者クラウディオ・クリスティーノ (Claudio Cristino) とパトリシア・バルガス・カサノバ (Patricia Vargas Casanova) を中心とした学際的なチームの努力によって、アフ・トンガリキは修復された。チリ政府、チリ大学、日本のクレーン製造会社タダノが正式に協定を結び、1991年から1995年にかけて5年計画の修復作業が実施された。

## 位置

主要なアフの位置を示したラパ・ヌイ（イースター島）の地図。ラノ・ララクとアフ・トンガリキは、島の東端に近いポイケの南海岸に表現されている。

このアフは、島の南海岸に面し、二つの死火山ポイケとラノ・ララクに近い。
ポイケは、島を形成した3つの火山のひとつである。ラノ・ララクは火山灰が凝固した凝灰岩でできたクレーターであり、モアイはこの岩から切り出される。数百体に上るモアイの半数近くは、ラノ・ララクの斜面にある主要な石切場に倒れたまま残されている。ラノ・ララクの直下に広がる大きな平原は、凝灰岩へのアクセスに有利であった。

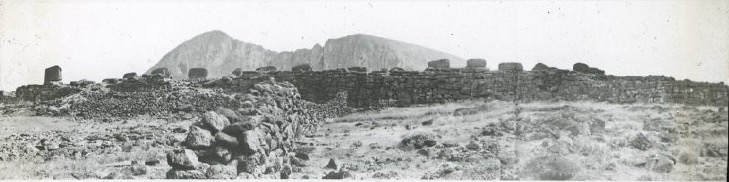
1914年に撮影されたアフ・トンガリキ。当時は全てのモアイが倒された状態であった。